# 艾夫氏企鵝魚
艾夫企鵝魚，為輻鰭魚綱脂鯉目脂鯉亞目脂鯉科的其中一個種，為熱帶淡水魚，分布於南美洲Maroni與Approuague河流域，體長可達3.5公分，棲息在沙泥底質的溪流，成群活動，生活習性不明，可做為觀賞魚。

## 扩展阅读
- 維基物種上的相關：艾夫企鵝魚